# Waterton biosfærereservat
Waterton biosfærereservat (etableret 1979) er et UNESCO- biosfærereservat, der omfatter Waterton Lakes National Park i den yderste sydvestlige del af provinsen Alberta i Canada. Reservatet omfatter en del af de østlige skråninger af Rocky Mountains, der strækker sig fra Continental Divide til kanten af Canadian Great Plains mod øst. Glacier Biosphere Reserve and National Park i Montana, USA ligger syd for området. Reservatet administreres af Waterton Lakes National Park og Waterton Biosphere Association.  

## Økologiske karakteristik
De stejle miljøgradienter fra det kontinentale vandskel til prærierne har skabt en usædvanlig rig mosaik af levesteder med deres tilhørende flora og fauna.
Biosfærereservatet dækker prærie- græsarealer, aspelunde, subalpine skove, alpin tundra og enge, klipper, søer og ferskvandsvådområder samt forstyrret, stærkt afgræsset land på prærierne.

## Beboere
I 1996 havde Waterton en fast befolkning på 279 personer og en sæsonbefolkning på omkring 2.250 i højsommersæsonen. Den største indtægtskilde er turismen, som hovedsageligt finder sted i stødpudezonen. Landbrug, især husdyravl og bæredygtig skovbrug i indianerreservatet, er vigtigt i overgangszonen.
Biosfærereservatet organiserer eller hjælper med at sponsorere offentlige seminarer eller fora om emner, der tiltrækker lokalsamfundets interesse eller bekymringer, og arrangerer også udflugter for studerende.

## Areal
Reservatets areal (terrestrisk og marint) er 667,61 km2. Kerneområdet er 462,85 km2, omgivet af bufferzone(r) på 63,12 km2 og overgangsområde(r) på 141,64 km2.